# Lucky One
„Lucky One” – singel południowokoreańskiego zespołu EXO, wydany 9 czerwca 2016 roku przez wytwórnię SM Entertainment. Utwór promował album EX’ACT. Singel ukazał się w dwóch wersjach językowych: edycji koreańskiej i mandaryńskiej.
Singel sprzedał się w Korei Południowej w nakładzie ponad 316 473 egzemplarzy (stan na lipiec 2016).

## Lista utworów
| Nr | Tytuł       | Słowa                                   | Kompozycja                              | Czas |
| -- | ----------- | --------------------------------------- | --------------------------------------- | ---- |
| 1. | "Lucky One" | JQ, Seolim, Choi Jin-seon, Jang Yeo-jin | LDN Noise, Andrew Choi, Adrian Mckinnon | 3:47 |

## Notowania

### Wersja koreańska
| Lista (krajowe)               | Pozycja |
| ----------------------------- | ------- |
| Gaon Weekly Digital Chart     | 5       |
| Gaon Monthly Download Chart   | 17      |
| Gaon Weekly Download Chart    | 2       |
| Gaon Monthly Download Chart   | 14      |
| Billboard World Digital Songs | 3       |